# Schlacht bei Pinkie Cleugh
Die Schlacht bei Pinkie Cleugh an den Ufern des Esk nahe Musselburgh, Schottland am 10. September 1547 war Teil des als The Rough Wooing bezeichneten Konflikts. Sie war die letzte offene Feldschlacht zwischen schottischen und englischen Armeen und wird als erste moderne Schlacht auf den britischen Inseln gesehen. Der Tag brachte eine katastrophale Niederlage für Schottland und ging dort als Black Saturday in die Geschichte ein.

## Hintergrund
In den letzten Jahren seiner Herrschaft versuchte König Heinrich VIII. von England ein Bündnis mit Schottland durch eine Verbindung mit der, bei seinem Tod im Januar 1547 vierjährigen, schottischen Königin Maria Stuart und seinem Sohn, dem späteren Eduard VI., zu sichern. Als die Diplomatie in dieser Angelegenheit versagte, begann er einen Krieg gegen Schottland, der als the Rough Wooing (das raue (Braut)werben) bekannt wurde. Der Krieg hatte auch einen religiösen Aspekt: Die Schotten lehnten eine von England auferlegte Reformation ab. Während der Schlacht verspotteten die Schotten die englischen Soldaten als loons, tykes and heretics (Blödmänner, Köter und Häretiker). Tausend Mönche aus verschiedenen Orden waren Teil der Division des Earl of Angus. Viele starben in der Schlacht. Die Reformation kam zwölf Jahre später auch im größeren Stil nach Schottland.
Als Heinrich 1547 starb, wurde Edward Seymour, Onkel mütterlicherseits von Eduard VI., Lordprotektor und Duke of Somerset, mit (zunächst) unangefochtener Macht. Er setzte die Politik einer gewaltsam erzwungenen Allianz mit Schottland durch eine anglikanische Reformation der schottischen Kirche fort. Anfang September 1547 führte er eine gut ausgerüstete Armee nach Schottland, unterstützt von einer gewaltigen Flotte. Der Earl of Arran, zu der Zeit schottischer Regent, wurde durch Briefe von Adam Otterburn, seinen Stellvertreter in London, bereits zuvor gewarnt, der die englischen Kriegsvorbereitungen beobachtet hatte.

## Der Feldzug

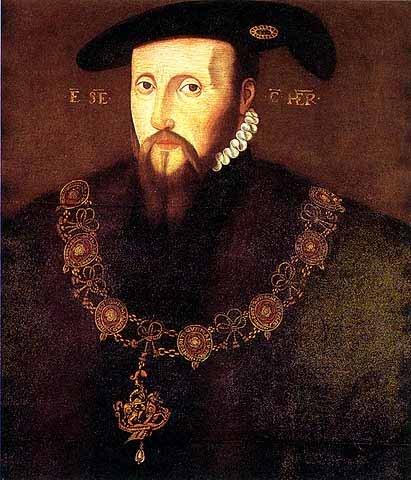
Protector Somerset

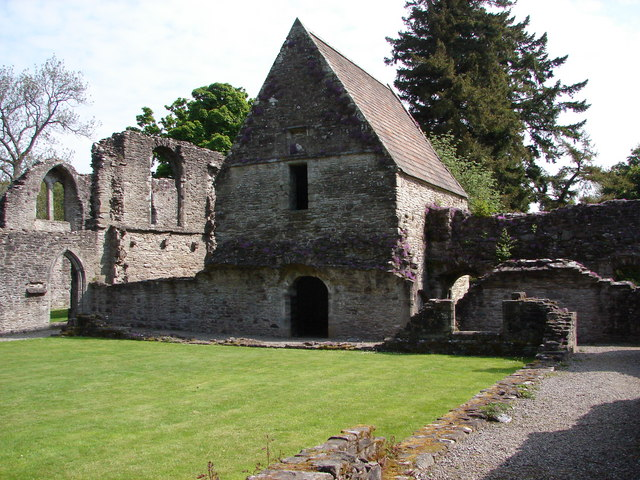
Inchmahome Priory auf einer Insel im Lake of Menteith war der sichere Rückzugsort der vierjährigen Königin Maria während der Invasion

Somersets Armee wurde teilweise aus den traditionellen Abgaben aus der Grafschaft zusammengestellt, einberufen von den Commissions of Array und ausgerüstet mit Langbögen und Hippen, wie dreißig Jahre zuvor in der Schlacht von Flodden Field. Jedoch hatte Somerset auch einige hundert deutsche Arkebusiere, eine schlagkräftige Artillerie und eine 6000 Mann starke Kavallerie, mit einem Kontingent italienischer berittener Büchsenschützen unter Don Pedro de Gamboa. Die Kavallerie stand unter dem Befehl des Lord Grey of Wilton, als High Marshal der Armee, die Infanterie wurde von dem Earl of Warwick, dem Lord Dacre of Gillesland, und Somerset persönlich befehligt. William Patten, ein Offizier der englischen Armee, bezifferte ihre Größe auf 16.800 Soldaten und 1.400 Pioniere.
Somerset rückte entlang der Ostküste Schottlands vor, um den Kontakt zu seiner Flotte herzustellen und damit die Versorgung sicherzustellen. Schottische Border Reivers belästigten seine Truppen, konnten ihn aber nicht wirklich aufhalten. Weit im Westen wurde eine Ablenkungsinvasion mit 5000 Männern unter Thomas Wharton und dem Dissidenten Earl of Lennox am 8. September 1547 durchgeführt. Sie nahmen Castlemilk in Annandale und brannten Annan nach einem erbitterten Kampf um die befestigte Kirche der Stadt nieder.
Um sich den Engländern im Süden Edinburghs entgegenzustellen, hob der Earl of Arran eine große Armee aus, hauptsächlich bestehend aus Pikenieren mit Kontingenten aus Highlandbogenschützen. Arran führte auch eine große Anzahl an Kanonen mit sich, aber diese waren offenbar nicht sofort mobil oder bedient wie die Somersets. Seine Kavallerie bestand aus nur 2000 leichten Reitern unter Lord Home, die meisten waren unzuverlässige Grenzer. Seine Infanterie und Pikeniere wurden vom Earl of Angus kommandiert, dem Earl of Huntly und Arran selbst. Laut Huntly war die schottische Armee 22.000 oder 23.000 Mann stark, während eine englische Quelle behauptet, es seien 36.000 gewesen.
Arran eroberte die Hänge am Westufer des Esk, um Somersets Vormarsch aufzuhalten. Das Firth of Forth war auf seiner linken Flanke, und ein großes Moor schützte seinen rechten Abschnitt. Einige Befestigungen mit Kanonen und Büchsen waren gegen den Forth gerichtet, um die englischen Kriegsschiffe auf Distanz zu halten.

## Auftakt

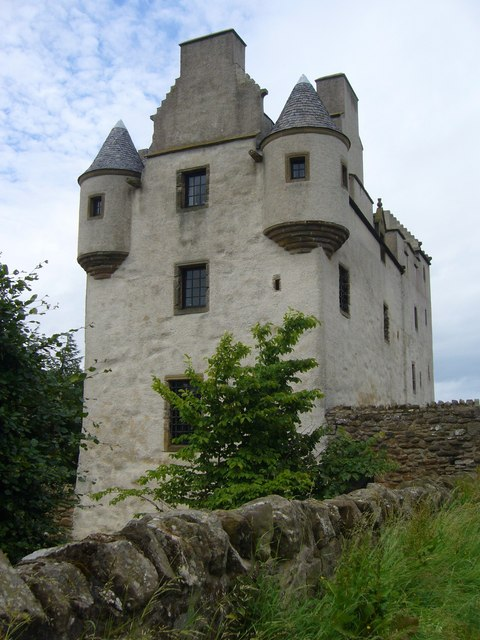
Fa’side Castle

Am 9. September eroberte ein Teil von Somersets Armee Falside Hill, drei Meilen östlich von Arrans Hauptposition. In einer veralteten ritterlichen Geste führte der Earl of Home 1500 Reiter nah an das englische Lager und forderte einen gleichstarken Teil der englischen Kavallerie heraus. Mit Somersets missbilligender Genehmigung nahm Lord Grey die Herausforderung an und griff mit 1000 schwer gepanzerten Men-at-arms und 500 leichten Halb-Lanzierer die Schotten an. Die schottischen Reiter wurden aufgerieben und drei Meilen nach Westen getrieben. Diese Aktion kostete Arran fast seine gesamte Kavallerie.

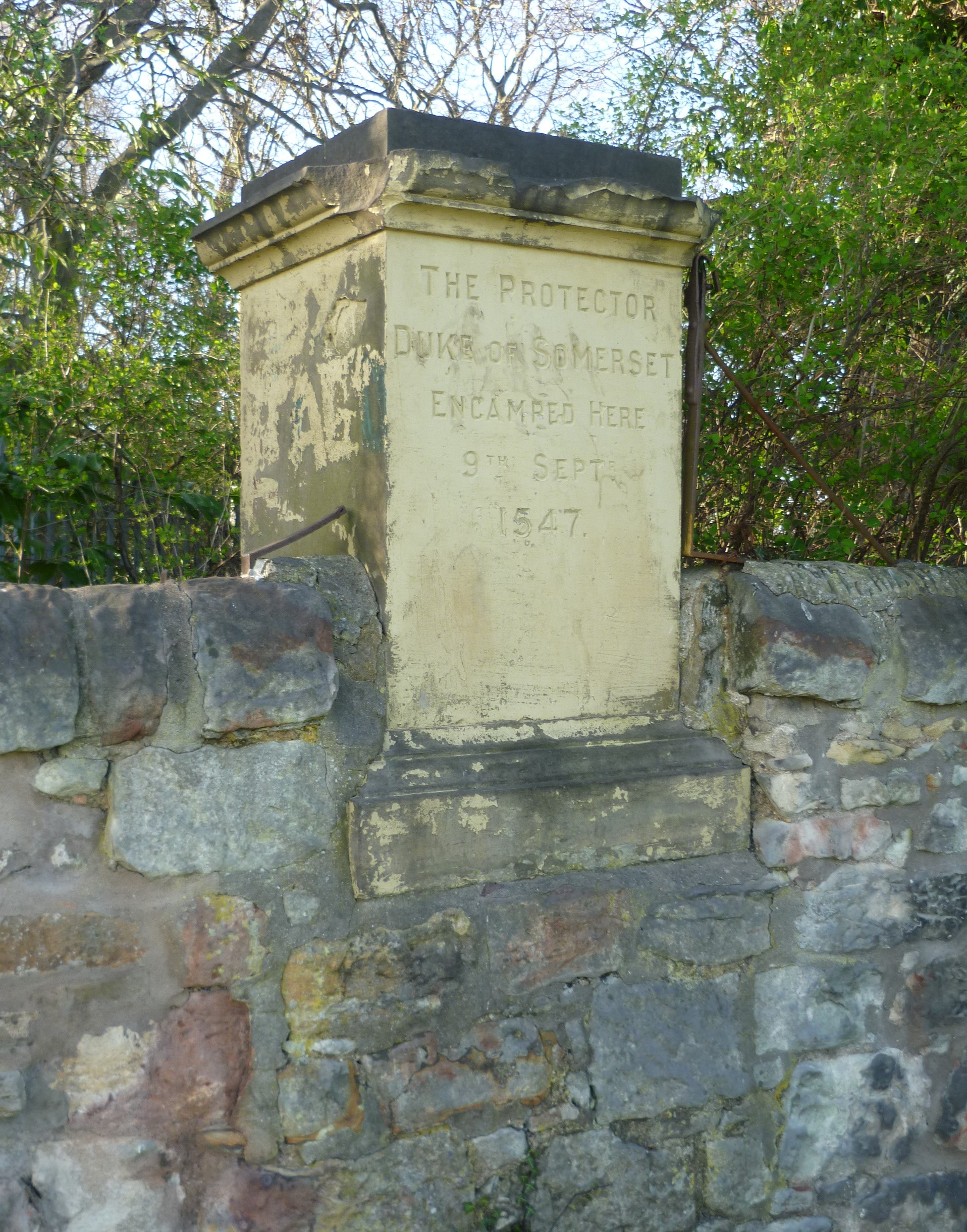
Ein Stein, der das englische Feldlager bei Inveresk markiert.

Im späteren Verlauf des Tages sandte Somerset eine Ablösung mit Kanonen, um die Inveresk Slopes zu erobern, die die schottische Stellung überblickten. Während der Nacht erhielt Somerset zwei weitere anachronistische Herausforderungen von Arran. Die eine Herausforderung sah vor, den Kampf durch Zweikampf zwischen Arran und Somerset beizulegen. Die andere, dass zwanzig der Besten von jeder Seite die Schlacht entscheiden sollten. Somerset lehnte beide Vorschläge ab.

## Die Schlacht

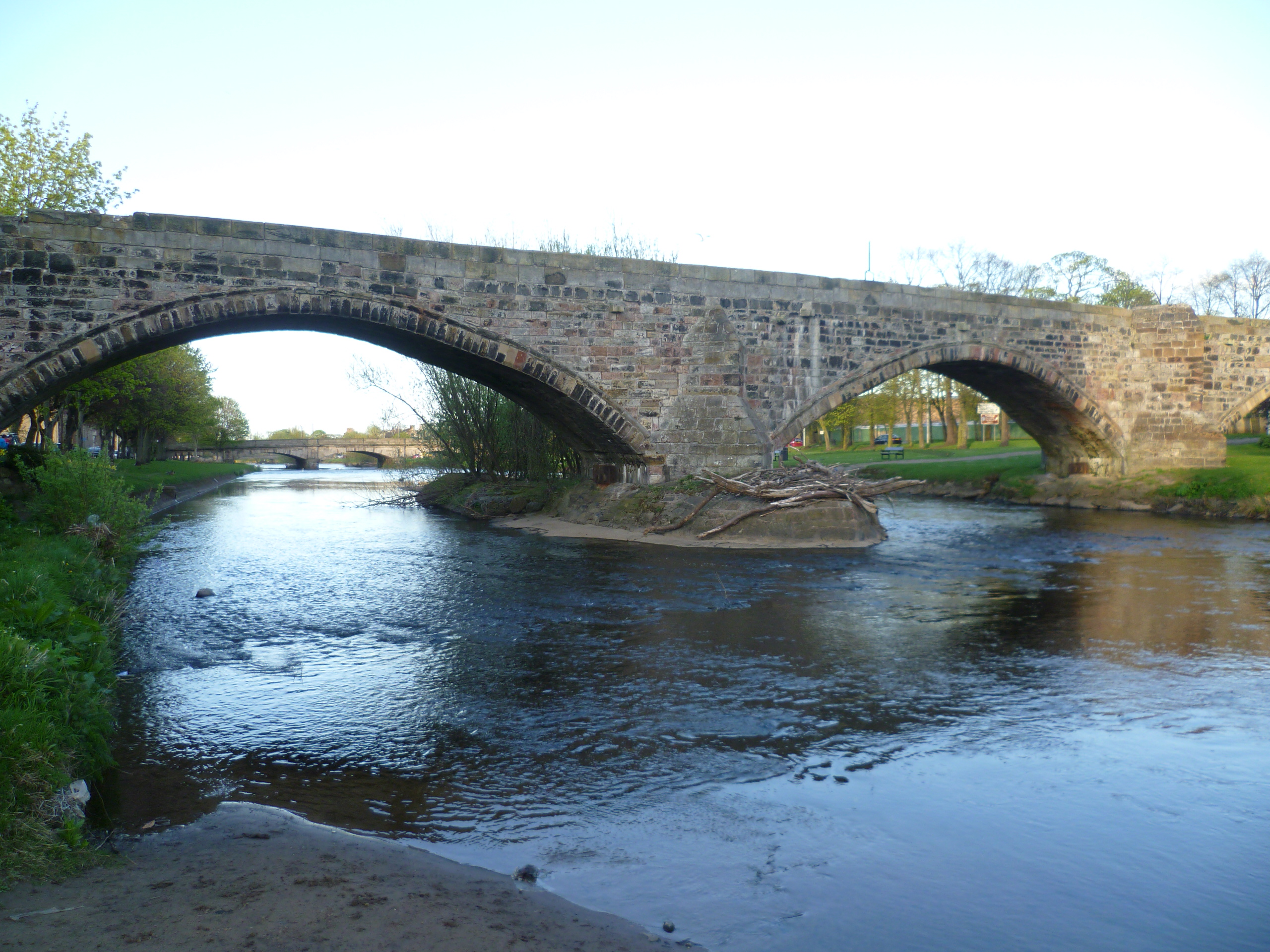
Die römische Brücke über den Esk

Am Morgen des Samstags, den 10. September, marschierte Somerset weiter vor, um zur Abteilung bei Inveresk aufzuschließen. Er bemerkte, dass Arran seine Armee über die römische Brücke des Esk gebracht hatte und dass diese Truppen bald auf ihn zukommen werden. Arran wusste, dass seine Artillerie unterlegen war, und versuchte deshalb, den Kampf schnellstmöglich zu erzwingen, bevor die Artillerie ihre Überlegenheit ausspielen konnte.

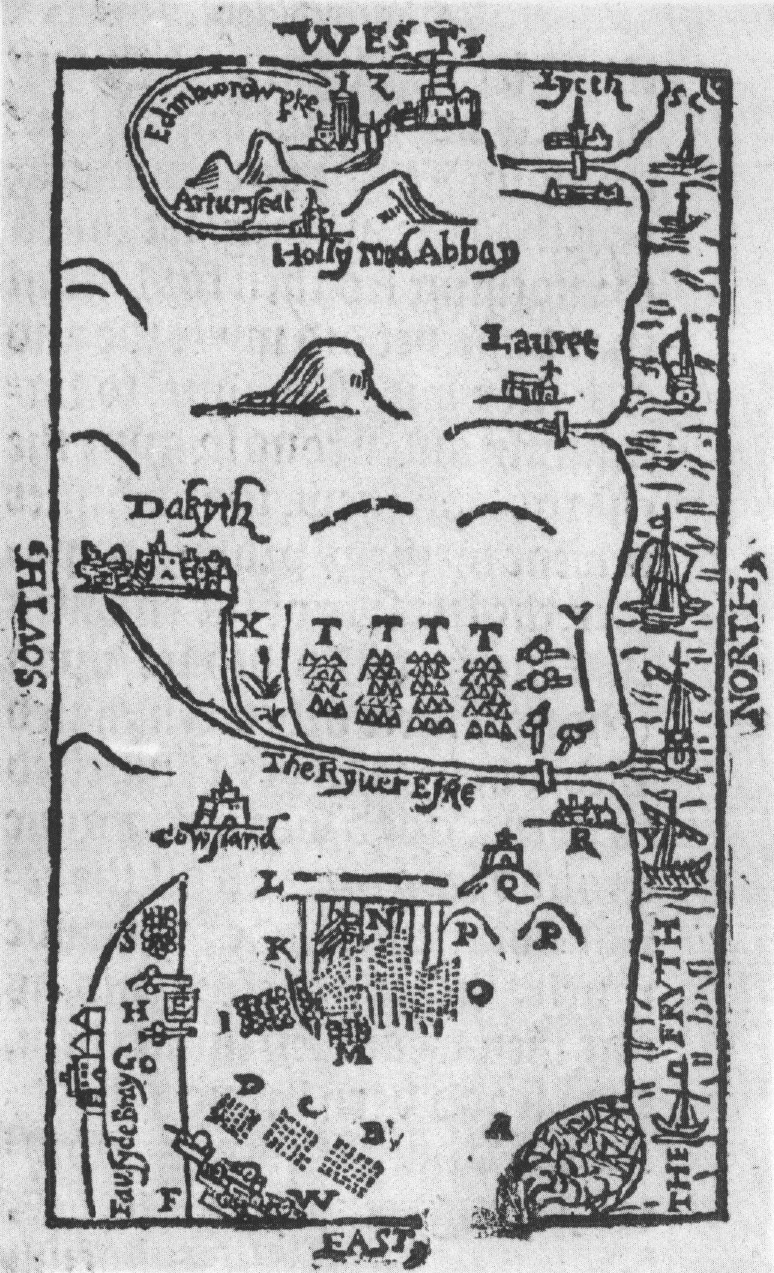
Battle of Pinkie, Holzschnittillustration von (1548)

Arrans linker Flügel kam bereits von See her unter Beschuss der englischen Flotte. Ihr Eingreifen bedeutete, dass die Deckung durch die eigenen Kanonen an diesem Flügel nicht mehr ausreichend gegeben war. Die Truppen dieses Abschnitts wurden in Unordnung gebracht und auf Arrans eigenes Zentrum zurückgedrängt.
An der anderen Flanke ließ Somerset seine Reiterei wirksam angreifen, um den schottischen Vormarsch zu verzögern. Die schottischen Pikeniere vertrieben die Kavallerie aber und fügten den englischen Reitern schwere Verluste zu. Lord Grey wurde dabei durch einen Pikenstich verwundet, der von dem Hals durch den Mund verlief.
Jedoch geriet die schottische Armee dabei ins Stocken und geriet schnell selbst von drei Seiten unter Feuer, ausgehend von den Schiffskanonen, der Artillerie der Arkebusieren und Bogenschützen, das sie nicht wirksam erwidern konnten. Als ihre Reihen dabei auseinanderbrachen, begannen die englischen Reiter den Angriff mit einer Vorhut von 300 erfahrenen Soldaten unter dem Kommando von Sir John Luttrell von neuem. Viele der fliehenden Schotten wurden niedergemetzelt oder ertranken, als sie versuchten über den schnellfließenden Esk oder die Moore zu entkommen.
Der englische Augenzeuge William Patten beschrieb das Niedermetzeln der Schotten,
“Soon after this notable strewing of their footmen’s weapons, began a pitiful sight of the dead corpses lying dispersed abroad, some their legs off, some but houghed, and left lying half-dead, some thrust quite through the body, others the arms cut off, diverse their necks half asunder, many their heads cloven, of sundry the brains pasht out, some others again their heads quite off, with other many kinds of killing. After that and further in chase, all for the most part killed either in the head or in the neck, for our horsemen could not well reach the lower with their swords. And thus with blood and slaughter of the enemy, this chase was continued five miles in length westward from the place of their standing, which was in the fallow fields of Inveresk until Edinburgh Park and well nigh to the gates of the town itself and unto Leith, and in breadth nigh 4 miles, from the Firth sands up toward Dalkeith southward. In all which space, the dead bodies lay as thick as a man may note cattle grazing in a full replenished pasture. The river ran all red with blood, so that in the same chase were counted, as well by some of our men that somewhat diligently did mark it as by some of them taken prisoners, that very much did lament it, to have been slain about 14 thousand. In all this compass of ground what with weapons, arms, hands, legs, heads, blood and dead bodies, their flight might have been easily tracked to every of their three refuges. And for the smallness of our number and the shortness of the time (which was scant five hours, from one to well nigh six) the mortality was so great, as it was thought, the like aforetime not to have been seen.”

### Der kaiserliche Botschafter berichtet von der Schlacht
Der kaiserliche Botschafter Frans van der Dilft ging an den Hof Eduards VI. in Oatlands Palace, um Neuigkeiten über die Schlacht von William Paget zu erfahren. Van der Delft berichtete darüber am 19. September 1547 an Maria von Ungarn. Er habe von dem Scharmützel der Kavallerie am Tag davor gehört. Am nächsten Tag, als die englische Armee die schottische Formation ausfindig gemacht hatte, stiegen die schottischen Späher vom Pferd, kreuzten die Lanzen und bildeten eine enge Formation. Van der Dilft hatte weiters gehört, dass Earl of Warwick darauf versuchte, die Schotten von hinten anzugreifen. Als sie dabei die schottische Nachhut angriffen, ergriffen die Schotten die Flucht über das Feld.
Van der Dilft schrieb eine weitere kurze Beschreibung für Prinz Philip am 21. Oktober 1547. In dieser Schilderung legte er Wert auf das schottische Rochieren. Er sagte, die Schotten überquerten den Bach, um zwei Hügel, die beide Armeen flankierten, zu besetzen.
Ein weiterer Brief von Nachrichten von der Schlacht wurde von John Hooper in der Schweiz an den Reformer Heinrich Bullinger geschickt. Hooper erwähnte, dass die Schotten ihre Artillerie den Bogenschützen unter dem Earl of Warwick zurücklassen mussten, und als die Schotten ihre Position änderten, blendete die Sonne sie. Ihm wurde gesagt, es habe 15.000 schottische Verluste und 2000 Gefangene gegeben. Es waren 17.000 Engländer und 30.000 Schotten auf dem Feld. Hoopers Brief ist undatiert, aber er enthält den falschen Bericht, dass Maria von Guise in Person sich Somerset nach der Schlacht ergeben habe.

## Nachwirkungen
Obwohl sie eine vernichtende Niederlage erlitten, verweigerte die schottische Regierung, sich mit den Engländern zu arrangieren. Die vierjährige Königin Maria wurde außer Landes nach Frankreich geschleust, um mit dem jungen Dauphin Franz verlobt zu werden. Somerset eroberte einige schottische Festungen und große Teile der Lowlands und Borders, aber ohne Frieden wurden diese Garnisonen eine nutzlose Belastung für die Treasury of England.

### Analyse
Obwohl die Schotten die Verräter in ihren eigenen Reihen für die Niederlage verantwortlich machten, entspricht es den Tatsachen, dass eine Renaissancearmee (England) eine mittelalterliche Armee (Schottland) besiegte. Heinrich VIII. hatte Schritte zur Schaffung stehender Marine- und Landstreitkräfte, die den Kern der Flotte und Armee bildeten, unternommen. Allerdings hat der Militärhistoriker Gervase Phillips die schottische Taktik verteidigt und wies darauf hin, dass Arrans Bewegung aus seiner Position über den Esk eine vollkommen rationale Reaktion auf die englischen Manöver zu Wasser und zu Land war. In seiner Beschreibung der Schlacht aus dem Jahre 1877 kommentierte Major Sadleir Stoney: „every tyro knows that changing front in presence of an enemy is a perilous operation.“ Frühe Kommentatoren, wie John Knox hatten sich auf dieses Manöver als die Ursache der Niederlage konzentriert und den Befehl hierzu dem Einfluss der örtlichen Grundbesitzer George Durie, Abt von Dunfermline und Hugh Rig of Carberry zugeschrieben. Marcus Merriman hält das anfängliche schottische Feldlager für das anspruchsvollste, das jemals in Schottland errichtet wurde, insbesondere in Hinblick auf die zahlreiche Kavallerie.
Der Langbogen spielte weiterhin eine Schlüsselrolle in Englands Schlachten und Pinkie Cleugh war keine Ausnahme. Obwohl die Kombination von Hippe und Langbogen in England überholt war, konnte sie immer noch gegen die Taktik von Pike und Büchse, die in kontinentalen Armeen in der Phase der Entwicklung der Feuerwaffen genutzt wurde, bestehen.

## Das heutige Schlachtfeld

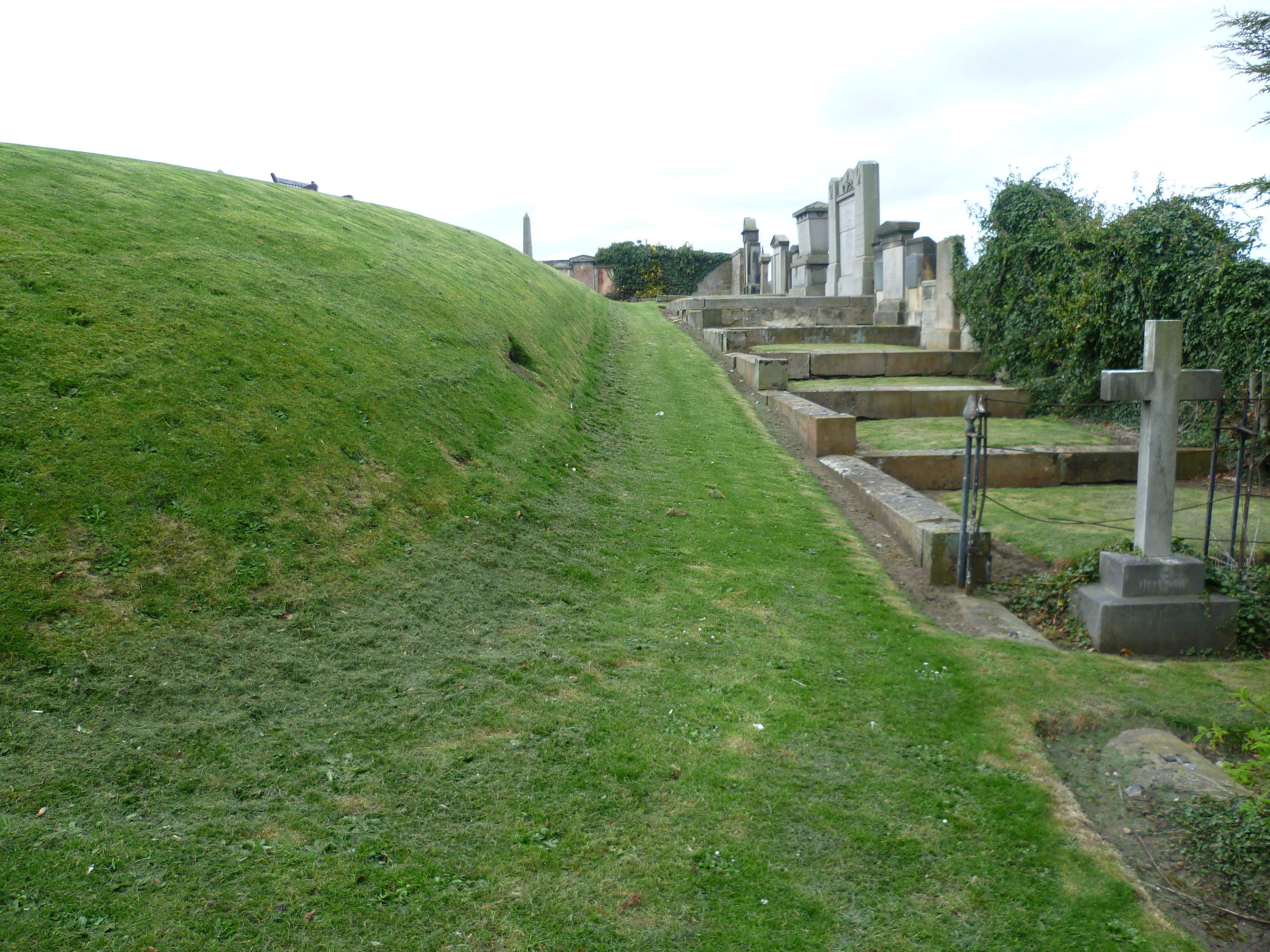
Somerset's Mound, Inveresk Kirkyard

Das Schlachtfeld ist heute Teil von East Lothian. Die Schlacht fand höchstwahrscheinlich auf dem Feld eine halbe Meile südöstlich der im Süden der Hauptbahnstrecke der Ostküste liegenden Kirche von Inveresk statt. Es gibt zwei Aussichtspunkte auf das Schlachtfeld. Fa'side Castle oberhalb des Dorfes Wallyford lag hinter der englischen Stellung und mit der Hilfe eines Fernglases kann der Besucher einen guten Blick auf das Schlachtfeld erlangen, obwohl die schottische Stellung heute von Gebäuden verdeckt wird. Den besten Eindruck ihrer Stellung erhält man vom Golfplatz westlich des Flusses Esk außerhalb der B6415. Die Inveresk-Anhöhe, ein wichtiger taktischer Punkt zum Zeitpunkt der Schlacht, ist heute bebaut. Das Schlachtfeld ist im Inventory of Historic Battlefields in Scotland geführt und steht unter dem Schutz der Denkmalschutzorganisation Historic Scotland.

## Die schottische Artillerie
Vor der Ankunft der englischen Armee gewarnt, wurde die schottische Artillerie bei Edinburgh Castle bereitgestellt. Zusätzliche Kanoniere wurden rekrutiert und 140 „Pioniere“, d. h. Arbeiter wurden von Duncan Dundas angeheuert, um die Kanonen zu bewegen. Am 2. September wurden Wagen beschlagnahmt, um die Kanonen zu transportieren und die schottischen Zelte und Pavilions nach Musselburgh zu bringen. Pferde und Ochsen wurden von dem Laird of Elphinstone geliefert. John Drummond of Milnab, Zimmerermeister der schottischen Logistiktruppe, führte den Wagenzug. Es wurde ein neues Banner geführt und voraus spielte ein Junge auf der Swasche, einer Trommel die zur Warnung genutzt wurde.
William Patten beschrieb die englischen Offiziere des Nachschubs die am Sonntag, dem 11. September nach der Schlacht 30 der schottischen Kanonen sicherstellten, die an verschiedenen Plätzen lagen. Sie fanden: eine Feldschlange aus Messing; 3 Saker aus Messing; 9 kleinere Messingkanonen; und 17 andere eiserne Kanonen auf Wagen. Einige der Messinggeschütze waren 1548 im Inventar des Tower of London gelistet.

## Der Bericht des Generalschatzmeisters der englischen Armee
Ralph Sadler war Schatzmeister für Somersets Expedition in Schottland vom 1. August bis zum 20. November 1547. Der Kostenaufwand der Reise nordwärts betrug £7468-12s-10d, für die Rückkehr £6065-14s-4d. Die Entlohnung der Soldaten betrug insgesamt £26.299-7s-1d. Für seine eigenen Kosten gab Sadler £211-14s-8d an sowie £258-14s-9d für seine Ausrüstung und Buchführungsausgaben. Eine Anzahl an Spezialsolden wurden Spionen ausgezahlt, schottischen Führern und anderen, die gute Dienste leisteten, sowie den spanischen Söldnern. Dem schottischen Herold am Schlachtfeld wurden 100 Schilling ausbezahlt. Als Sadlers Bericht im Dezember 1547 geprüft wurde, wurde festgestellt, dass Sadler Eduard VI. £546-13s-11d schuldete, was er ordnungsgemäß zurückzahlte.

## Verluste
Wie David H. Caldwell schreibt, wurden die schottischen Verluste in englischen Berichten mit 15.000 Toten und 2.000 Gefangenen angegeben, aber die Schätzung des Earl of Huntly mit 6.000 Toten sei der Wahrheit vielleicht näher. Von den schottischen Gefangenen waren viele von Adel. Es wurde behauptet, dass die meisten wie gemeine Soldaten gekleidet waren und daher des Freikaufs nicht wert erachtet wurden. Caldwell führt zu den englischen Verlusten aus, dass diese offiziell mit 200 angegeben wurden, jedoch Gerüchte am englischen Hof, genährt von privaten Briefen von Angehörigen der Armee, lassen eine tatsächliche Zahl von 500 oder 600 realistischer erscheinen.
William Patten nennt eine Zahl an hochrangigen Verlusten. Die Engländer, die er nennt, waren Reiter, die von den schottischen Pikenieren auf einen Acker östlich der englischen Stellung gedrängt wurden, nachdem sie einen Sumpf in Richtung der schottischen Stellung auf Falside Bray passiert hatten.

### England
- Edward Shelley, Gegenstand eines verlorenen Porträts von Hans Eworth
- Lord Fitzwalters Bruder
- Sir John Cleres Sohn, ein Bruder des Dichters Thomas Clere, (John Clere of Ormesby, Norfolk fiel in der Schlacht bei Kirkwall am 21. August 1557)[30]

### Schottland
- Malcolm Fleming, 3. Lord Fleming, Great Chamberlain of Scotland
- Robert, Master of Graham, Sohn von William Graham, 2. Earl of Montrose, getötet im Flottenfeuer.
- Robert, Master of Erskine, Sohn von John Erskine, 5. Lord Erskine
- James, Master of Ogilvy, Sohn von James Ogilvy, 4. Lord Ogilvy of Airlie
- The Master of Avondale, einer der Söhne von Andrew Stewart, 1. Lord Avondale
- The Master of Ruthven, einer der Söhne von William Ruthven, 2. Lord Ruthven

Die Namen von einigen anderen schottischen Verlusten sind aus juristischen Aufzeichnungen oder der schottischen Chronik bekannt und zählen folgende auf:
- Andrew Agnew of Lochnaw Leswalt, Wigtownshire
- Gilbert Agnew, Wigtownshire
- Andrew Anstruther of Ilk
- James Blair, Middle Auchindraine
- Alan Cathcart, 3. Lord Cathcart
- William Cunninghame of Glengarnock
- Gabriel Cunyngham, Laird of Craigends
- John Crawfurd of Auchinames (Clan Crawford)
- Robert Douglas of Lochleven
- Archibald Dunbar of Baldoon, Kirkinner, Wigtownshire
- Alexander Dundas of Fingask
- Alexander Elphinstone, 2. Lord Elphinstone
- Finla Mor, Findlay Farquharson of Braemar and Inverey, trug das königliche Banner
- Sir James Gordon of Lochinvar (Dalry Church and Kenmure)
- Cuthbert Hamilton of Canir, Schwager von David Hamilton of Broomhill
- George Home of Wedderburn
- Alexander Irvine, Master of Drum
- Thomas Kennedy, Vicar of Penpont, ein Sohn von Gilbert Kennedy, 2. Earl of Cassilis
- John, Master of Livingston, Sohn von Alexander Livingston, 5. Lord Livingston
- Joannis M'Douell de Garthland (McDowell), Stoneykirk & of Lochan Inch (Wigtownshire)
- John MacDowall of Corswall, Kirkcolm, Wigtownshire
- Fergus McDouall of Freugh, Stoneykirk, Wigtownshire
- Richard Melville, Vater von Andrew Melville
- James Montfode of that Ilk, Laird of Montfode
- Hugh Montgomerie, Sohn des Earl of Eglinton
- Mungo Muir of Rowallan
- Robert Munro, 14. Baron of Foulis
- Alexander Napier, 6. Laird of Merchiston
- John Stewart, Master of Buchan, Sohn von John Stewart, 3. Earl of Buchan
- The Master of Methven, ein Sohn von Henry Stewart, 1. Lord Methven
- John Vans of Barnbarroch, Kirkinner, Wigtownshire